# Wabash (Indiana)
Pour les articles homonymes, voir Wabash.
Wabash est une ville du comté de Wabash dans l'État de l'Indiana aux États-Unis. Lors du recensement de 2010, elle comptait 10 666 habitants.

## Histoire
Les premiers colons qui s'installent dans le comté de Wabash, sont le Colonel David Burr, le Colonel Hugh Hanna et Alexander Worth. Le 30 janvier 1833, le comté de Wabash est fondé et Wabash devient la première ville incorporée en janvier 1849.
Le 26 janvier 1856, le premier train de passagers arrive à Wabash. 
À 20 heures le 31 mars 1880, Wabash devient la première ville au monde éclairée à l'électricité.